# Erica pulchelliflora
Erica pulchelliflora är en ljungväxtart som beskrevs av E.G.H. Oliver. Erica pulchelliflora ingår i släktet klockljungssläktet, och familjen ljungväxter. Inga underarter finns listade i Catalogue of Life.